# Хурдес, Феликс
Феликс Хурдес (нем. Felix Hurdes, 9 августа 1901, Брунико, Австро-Венгрия — 12 октября 1974, Вена, Австрия) — австрийский государственный деятель, председатель Национального совета Австрии (1953—1959).

## Биография
В 1925 г. получил докторскую степень в юриспруденции. Продолжил своё образование в Вене и Клагенфурте. В 1935 г. открыл в Клагенфурте собственную юридическую фирму.
Ещё со времен вступление в молодёжное католическое движение занялся продвижением политического католицизма, становится городским советником в Клагенфурте (1935 −1936) и председателем Ассоциации периодической печати Каринтии. В 1936 г. — назначен земельным советником по вопросам школ и сооружений. 1938/1939 он был интернирован нацистами в концентрационный лагерь Дахау, в конце Второй мировой войны в 1944—1945 годах находился в концентрационном лагере Маутхаузен. Оттуда 18 января 1945 г. был переведён в земельный суд Вены, где и был освобожден 6 апреля.
После окончания Второй мировой войны выступил одним из основателей Австрийской народной партии (АНП) и в 1945—1951 гг. являлся её генеральным секретарем. В 1945—1952 гг. — министр просвещения Австрии. Считается, что именно он принял решение, чтобы языком обучения в школе был не немецкий, а его австрийский разговорный диалект, который стали называть в честь министра хурдестанским. Более поздние исследования показали, что это решение, скорее всего, восходит ещё к указу его предшественника на министерском посту коммунист Эрнст Фишер, однако именно Хурдес активно отстаивал его в публичных выступлениях и дебатах. В 1951 г. впервые появился австрийский словарь, который публично закреплял австрийский диалект немецкого языка.
В 1945—1966 гг. — депутат, в 1953—1959 гг. — президент Национального совета Австрии. Вскоре после выхода телевизионной программы с участием комиков Гельмута Кватлингера и Герхарда Броннера с номером «Папа точно выжил» (Der Papa wird’s schon richten überlebte) с критикой практики протекционизма и кумовства подал в отставку. В номере артистов показывалось, как после автомобильной аварии с участием его сына с тяжёлыми последствиями Хурдес пытался замять это дело.
Также являлся вице-президентом Ассоциации христианско-демократических политических народных партий Европы. (Nouvelles Команды Internationales).